# Copa CECAFA 1978
La Copa CECAFA de 1978 fue la sexta edición del campeonato regional del África del Este.
Todos los partidos se jugaron en Lilongüe del 1 de noviembre hasta el 19 de noviembre.

## Información
- Tanzania y  Zanzíbar anunciaron que no iban a participar en el torneo de este año; por lo que se tuvo con las cinco selecciones que se inscribieron para jugar en un solo grupo.

## Primera fase
| Equipo  | Pts | Pld | W | D | L | GF | GA | GD  |
| ------- | --- | --- | - | - | - | -- | -- | --- |
| Zambia  | 6   | 4   | 3 | 0 | 1 | 16 | 3  | +13 |
| Malaui  | 6   | 4   | 3 | 0 | 1 | 6  | 4  | +2  |
| Uganda  | 5   | 4   | 2 | 1 | 1 | 7  | 4  | +3  |
| Kenia   | 2   | 4   | 1 | 0 | 3 | 1  | 14 | -13 |
| Somalia | 1   | 4   | 0 | 1 | 3 | 3  | 10 | -7  |

| 1 de noviembre de 1978 | Malawi | 1:0 | Kenia | Estadio Hastings Kamuzu Banda, Lilongüe |  |

| 3 de noviembre de 1978 | Malawi | 3:1 | Somalia | Estadio Hastings Kamuzu Banda, Lilongüe |  |

| 5 de noviembre de 1978 | Uganda | 2:0 | Malawi | Estadio Hastings Kamuzu Banda, Lilongüe |  |

| 7 de noviembre de 1978 | Uganda | 1:2 | Zambia | Estadio Hastings Kamuzu Banda, Lilongüe |  |

| 9 de noviembre de 1978 | Zambia | 4:0 | Somalia | Estadio Hastings Kamuzu Banda, Lilongüe |  |

| 9 de noviembre de 1978 | Kenia | 0:2 | Uganda | Estadio Hastings Kamuzu Banda, Lilongüe |  |

| 11 de noviembre de 1978 | Zambia | 1:2 | Malawi | Estadio Hastings Kamuzu Banda, Lilongüe |  |

| 11 de noviembre de 1978 | Somalia | 0:1 | Kenia | Estadio Hastings Kamuzu Banda, Lilongüe |  |

| 13 de noviembre de 1978 | Kenia | 0:9 | Zambia | Estadio Hastings Kamuzu Banda, Lilongüe |  |

| 13 de noviembre de 1978 | Somalia | 2:2 | Uganda | Estadio Hastings Kamuzu Banda, Lilongüe |  |

## Semifinales
| 17 de noviembre de 1978 | Malawi | 2:0 | Kenia | Estadio Hastings Kamuzu Banda, Lilongüe |  |

| 17 de noviembre de 1978 | Zambia | 4:0 | Uganda | Estadio Hastings Kamuzu Banda, Lilongüe |  |

## Tercer lugar
| 19 de diciembre de 1978 | Kenia | 2:0 | Uganda | Estadio Hastings Kamuzu Banda, Lilongüe |  |

## Final
| 19 de noviembre de 1978 | Malawi | 3:2 | Zambia | Estadio Hastings Kamuzu Banda, Lilongüe |  |

| Malawi         |
| Campeón Malawi |
| Primer título  |